# FC Sion
Der FC Sion ist ein Schweizer Fussballclub aus Sitten (französisch Sion) im Kanton Wallis. Im deutschsprachigen Raum wird die Bezeichnung FC Sitten vereinzelt verwendet. Er ist zweimaliger Schweizer Meister (1992 und 1997) und dreizehnmaliger Cupsieger. Der Club wurde 1909 gegründet und spielt im Stade de Tourbillon.

## Vereinsgeschichte

### Frühzeit (1909–1960)
Der FC Sion wurde 1909 vom Captain Robert Gilliard gegründet. Am 23. April 1914 nahm der FC Sion zum ersten Mal an der Meisterschaft teil und gewann gegen den FC Monthey mit 3:2. Am 19. September 1925 spielte der Club zum ersten Mal gegen einen Gegner aus der Nationalliga A, er verlor 1:3 gegen den FC Montreux.
1932 erreichte Sion den Aufstieg in die 2. Liga, die vierthöchste Spielklasse, und blieb dort bis 1952 mit einem Intermezzo in der 1. Liga von 1944 bis 1946. Nachdem die Sittener 1952 den Wiederaufstieg in die 1. Liga geschafft hatten, stiegen sie 1957 zum ersten Mal in die Nationalliga B auf. Drei Jahre später folgte der Aufstieg in die höchste Spielklasse, die Nationalliga A.

### Erste grosse Erfolge (1960–2000)
1965 feierte der FC Sion nach dem 2:1-Sieg gegen den Servette FC seinen ersten Cupsieg. Am 11. August 1968 wurde das Stade de Tourbillon eingeweiht. Nur ein Jahr später stieg der FC Sion in die NLB ab, erreichte aber ein weiteres Jahr später den Wiederaufstieg. Die nächsten Cupsiege des FC Sion waren 1974 mit einem 3:2 gegen Neuchâtel Xamax, 1980 mit einem 2:1 gegen die Young Boys, 1982 mit einem 1:0 gegen den FC Basel, 1986 gegen Servette mit 3:1 und 1991 wiederum gegen die Young Boys mit 3:2.
Den sechs Cupsiegen folgte der erste Meistertitel im Jahre 1992. Von 1995 bis 1997 gewannen die Sittener dreimal nacheinander den Schweizer Cup, wobei sie 1997 das Double (Meisterschaft und Cup) schafften. 1999 musste der FC Sion für ein Jahr in die NLB absteigen.

### Finanzielle Probleme, Zwangsabstieg und erneuter Cuperfolg (2000–2006)
Der FC Sion wurde 2003 aus finanziellen Gründen durch die Swiss Football League (ehemalige Nationalliga) von der Super League (ehemalige Nationalliga A) in die 1. Liga zwangsrelegiert. Massgeblich für den finanziellen Niedergang verantwortlich war die Transferpolitik von Christian Constantin, der bis heute als eine der schillerndsten und umstrittensten Figuren des Schweizer Fussballs gilt. Nachdem Constantin in der Sommerpause Gilbert Kadji als Clubpräsidenten abgelöst und erneut das Präsidentenamt übernommen hatte, kämpfte er gerichtlich um eine Teilnahme an der Meisterschaft der Challenge League (ehemalige Nationalliga B). Er gewann den Prozess gegen die Swiss Football League, und die zweithöchste Schweizer Liga musste um einen Verein auf 17 aufgestockt werden. Der FC Sion startete mit rund drei Monaten Verspätung in die Meisterschaft 2003/04.
2006 schaffte der FC Sion seinen zehnten Cupsieg im zehnten Cupfinal gegen den NLA-Vertreter Young Boys. Es war zudem der erste Cupsieg eines unterklassigen Vereins. Im gleichen Jahr erreichte der FC Sion nach fünf Jahren wieder den Aufstieg in die oberste Spielklasse. Man bezwang in der Barrage Neuchâtel Xamax durch einen 3:0-Sieg im Rückspiel. Das Hinspiel in Sion hatte 0:0 geendet.

### Phase häufiger Trainerwechsel (2006–2009)
Präsident Constantin gab am 28. Mai 2006 bekannt, dass der neue Trainer von Sion für die Saison 2006/07 Néstor Clausen heissen werde. Clausen wurde als Spieler 1986 Weltmeister mit Argentinien. Er spielte von 1989 bis 1994 beim FC Sion und war massgeblich daran beteiligt, als Sion 1991 den Cupfinal gewann und die Mannschaft 1992 erstmals Schweizer Meister wurde. Nach nur vier Monaten im Amt demissionierte der Argentinier als Trainer des FC Sion. Er gab seinen Rücktritt in der Halbzeit-Pause des Cup-1/16-Finals gegen La Chaux-de-Fonds bekannt, mit der Begründung, er lasse sich vom Präsidenten nicht die Mannschaftsaufstellung und die Taktik diktieren. Das Spiel endete 3:1 für den FC Sion.
Am 6. Oktober 2006 verlautete Constantin, dass Marco Schällibaum die Nachfolge Clausens als Trainer antreten werde. Sein Einsatz bei Sion war jedoch ebenfalls kurz: Bereits am 21. November wurde Schällibaum wieder entlassen, sein Nachfolger war Pierre-Albert Chapuisat. Sion überwinterte auf dem zweiten Platz. Chapuisat – der dritte Trainer dieser Saison – wurde nach zwei Niederlagen seit Aufnahme des Spielbeginns im neuen Jahr wieder entlassen. Er war der 21. Trainer Sions in der Zeit von elf Jahren. Sein Nachfolger, Alberto Bigon, war bereits in den Jahren 1996/97 Trainer des FC Sion gewesen. Damals wurde er von Christian Constantin nach dem Double (Gewinn von Meisterschaft und Cup) entlassen.
Unter Alberto Bigon spielte sich der FC Sion auf den dritten Platz der Meisterschaft und qualifizierte sich so für den UEFA-Cup. In der folgenden Saison konnte Bigon die Erwartungen des Präsidenten nicht erfüllen und wurde am 13. Dezember 2007 entlassen.
Präsident Constantin gab am 17. Dezember 2007 bekannt, dass Charly Roessli das Traineramt des FC Sion übernehmen werde. Roessli war bereits zwischen 1995 und 1998 als technischer Direktor des Ausbildungszentrums beim FC Sion tätig und im Frühling 2003 als Trainer des Walliser Clubs im Einsatz gewesen. Zum neuen Assistenztrainer wurde der ehemalige Internationale Blaise Piffaretti ernannt, welcher Frédéric Chassot ersetzte. Dieser wechselte wieder in den Marketingbereich des FC Sion.
Am 25. März 2008 wurde dem Trainergespann Maurizio Jacobacci und Charly Roessli die Leitung der 1. Mannschaft entzogen. Als Grund gab der Präsident Meinungsverschiedenheiten zwischen den beiden Trainern an. Der im Dezember als Trainer entlassene Alberto Bigon übernahm ab sofort wieder den Trainerposten des FC Sion. Frédéric Chassot übernahm wieder das Amt des Assistenztrainers.
Im Sommer 2008 wurde Uli Stielike als Trainer präsentiert. Er bekam einen Dreijahresvertrag, wurde jedoch bereits am 3. November 2008 entlassen. Präsident Christian Constantin kündigte an, bis zur Winterpause selbst die sportliche Leitung zu übernehmen. Da Constantin jedoch nicht über die nötigen Trainerdiplome verfügte, musste er bis zum 26. November einen neuen Trainer bekannt geben. Daraufhin reagierte Constantin damit, dass Stielike nie offiziell entlassen wurde und nur krankgeschrieben sei. Zu Beginn der Rückrunde wurde das Trainer-Duo, bestehend aus Christian Zermatten und Umberto Barberis, engagiert. Im April wurde dieses durch Didier Tholot, der schon 2003 Sions Trainer gewesen war, abgelöst. Unter Tholot errang der FC Sion am 20. Mai 2009 zum 11. Mal den Cupsieg (3:2 gegen Young Boys Bern).

### Transfersperre und deren Folgen (2009–heute)
Die FIFA verhängte Anfang Juni 2009 eine einjährige Transfersperre gegen den FC Sion. Die Klubführung missachtete das Verbot aber rigoros und verpflichtete mehrere Spieler. Präsident Christian Constantin stellte sich auf den Standpunkt, dass die Sperre die Amateursektion des Vereins betreffe. Die Profi-Abteilung werde aber von der AG «Olympique des Alpes» betrieben. In der Saison 2011/12 startete der FC Sion im Play-off (der letzten Qualifikationsrunde) der UEFA Europa League und setzte sich sportlich gegen Celtic Glasgow (A 0:0/H 3:1) durch. Wegen des Einsatzes von aufgrund der Transfersperre nicht spielberechtigten Spielern wurden beide Begegnungen mit 0:3 gegen Sion gewertet. Am 13. September lehnte die UEFA einen Einspruch gegen diese Entscheidung ab. Inzwischen hatte die FIFA dem Schweizerischen Fussballverband den Ausschluss aus der FIFA angedroht, sollte der Streit um den FC Sion bis zum 14. Januar 2012 nicht geklärt sein. Dies hätte auch Auswirkungen auf den FC Basel gehabt, der damals in der Champions League spielte. Am 30. Dezember wurde der FC Sion dann vom Schweizerischen Fussballverband mit einem Punktabzug von 36 Punkten bestraft. Somit stand der FC Sion Ende 2011 statt auf dem dritten Zwischenrang mit fünf Minuspunkten am Tabellenende. Da dem Ligakonkurrenten Neuchâtel Xamax am 18. Januar 2012 mit sofortiger Wirkung die Lizenz entzogen wurde, gelangte der FC Sion auf den vorletzten Platz, den Relegationsplatz, welcher auch zum Saisonende mit nun 17 Pluspunkten belegt wurde. Ende Mai 2012 setzte sich der Verein gegen den FC Aarau, den Tabellenzweiten der zweiten Spielklasse, in den Barrage-Spielen durch (H 3:0/A 0:1) und konnte sich damit den Klassenerhalt sichern.
Am 27. Mai 2016 eröffnete die Swiss Football League (SFL) gegen den FC Sion ein Disziplinarverfahren, bei dem es darum ging, dass in der Partie der 35. Runde zwischen dem FC Sion und dem FC Zürich (2:2) auf der Anzeigetafel ein falsches Zwischenresultat aus der parallel stattfindenden Partie FC Vaduz gegen FC Lugano (0:0) eingeblendet worden war.
Bedingt durch die Corona-Pandemie wurden im März 2020 neun Spieler entlassen, da sie laut Aussagen des Vereins nicht in die Kurzarbeit gehen wollten. Anfang April zog Eigentümer Constantin drei Kündigungen zurück.

## Sion und der Schweizer Cup
Der FC Sion hält in der Schweiz zwei Cup-Rekorde: Er hat seine ersten dreizehn Finalteilnahmen (1965, 1974, 1980, 1982, 1986, 1991, 1995, 1996, 1997, 2006, 2009, 2011, 2015) für sich entschieden. Erst bei seiner 14. Teilnahme an einem Cupfinal musste er sich am 25. Mai 2017 in Genf 0:3 gegen den FC Basel geschlagen geben. Mit dem Sieg am 17. April 2006 (5:3 nach Elfmeterschiessen über die Young Boys Bern) gewann der FC Sion als erster und einziger unterklassiger Verein einen Cupfinal.

## Anhänger
Die Fans und Ultras findet man auf der Nordtribüne (Gradin Nord). In Sion gibt es mehrere aktive Ultra-Gruppierungen.

## Stadion
Der Club spielt im Stade de Tourbillon. Es fasst 20'000 Plätze, davon 11'500 Stehplätze, wobei der Schweizerische Fussballverband die Gesamtkapazität auf 18'000 Zuschauer beschränkt hat. Aus diesem Grund plante Präsident Christian Constantin einen Neubau in Riddes, was aber aufgrund von Einsprachen möglicherweise nicht zustande kommt. Derzeit finden 13'509 Zuschauer Platz im Stadion.

## Ewige Tabelle
Der FC Sion liegt derzeit auf dem 11. Rang der ewigen Tabelle der Super League.

## Vereinslogos

Logo von 1909 bis 1976
Logo von 1977 bis 2009 und seit 2022
Logo von 2009 bis 2022

## Die 1. Mannschaft

### Kader 2024/25
Stand: 30. Mai 2025
| Nummer     | Nat.                         | Spieler             | Im Verein seit | Letzter Verein                  |
| Tor        | Tor                          | Tor                 | Tor            | Tor                             |
| ---------- | ---------------------------- | ------------------- | -------------- | ------------------------------- |
| 1          | Osterreich                   | Heinz Lindner       | 2022           | FC Basel                        |
| 16         | Kongo Demokratische Republik | Timothy Fayulu      | 2019           | Olympique de Genève FC          |
| 81         | Schweiz                      | Noah Godwin         | 2024           | eigener Nachwuchs               |
|            | Italien                      | Matteo Fuscaldo     | 2025           | Juventus Next Gen               |
| Abwehr     |                              |                     |                |                                 |
| 03         | Schweiz                      | Reto Ziegler        | 2023           | FC Lugano                       |
| 04         | Senegal                      | Gora Diouf          | 2022           | Étoile Lusitana                 |
| 05         | Frankreich                   | Noé Sow             | 2024           | Pau FC                          |
| 06         | Brasilien                    | Marquinhos Cipriano | 2024           | Omonia Nikosia                  |
| 14         | Schweiz                      | Numa Lavanchy       | 2022           | FC Lugano                       |
| 17         | Schweiz                      | Jan Kronig          | 2024           | FC Aarau                        |
| 20         | Schweiz                      | Nias Hefti          | 2023           | FC Thun                         |
| 27         | Italien                      | Gabriele Mulazzi    | 2025           | Juventus Next Gen               |
| 28         | Kosovo                       | Kreshnik Hajrizi    | 2025           | Widzew Łódź                     |
| 55         | Schweiz                      | Noah Grognuz        |                | eigener Nachwuchs               |
| 73         | Schweiz                      | Yohan Aymon         |                | eigener Nachwuchs               |
| 93         | Italien                      | Federico Barba      | 2025           | Como 1907                       |
| Mittelfeld |                              |                     |                |                                 |
| 08         | Brasilien                    | Baltazar Costa      | 2018           | Vila Nova FC                    |
| 10         | Russland                     | Anton Mirantschuk   | 2024           | Lokomotive Moskau               |
| 18         | Haiti                        | Belmar Joseph       | 2024           | North Carolina State University |
| 21         | Schweiz                      | Liam Chipperfield   | 2023           | FC Basel                        |
| 22         | Schweiz                      | Pajtim Kasami       | 2025           | Sampdoria Genua                 |
| 32         | Schweiz                      | Pierrick Moulin     |                | eigener Nachwuchs               |
| 33         | Schweiz                      | Kevin Bua           | 2021           | CD Leganés                      |
| 70         | Kosovo                       | Benjamin Kololli    | 2025           | FC Basel                        |
| 80         | Schweiz                      | Dylan Tutonda       |                | eigener Nachwuchs               |
| 88         | Schweiz                      | Ali Kabacalman      | 2023           | Yverdon Sport FC                |
|            | Frankreich                   | Denis-Will Poha     | 2022           | Vitória Guimarães               |
| Angriff    |                              |                     |                |                                 |
| 07         | Malta                        | Ilyas Chouaref      | 2022           | LB Châteauroux                  |
| 09         | Schweiz                      | Dejan Sorgić        | 2023           | FC Luzern                       |
| 11         | Frankreich                   | Théo Bouchlarhem    | 2023           | FC Pau                          |
| 19         | Schweiz                      | Dean Djokic         | 2024           | FC Vaduz                        |
| 29         | Schweiz                      | Théo Berdayes       |                | eigener Nachwuchs               |
| 63         | Schweiz                      | Adrien Llukes       | 2024           | eigener Nachwuchs               |
| 99         | Marokko                      | Mouhcine Bouriga    | 2024           | Maghreb Fez                     |

### Betreuerstab und Vorstand
| Vorstand              |                   |
| Christian Constantin  | Präsident         |
| Barthélémy Constantin | Sportchef         |
| Trainerstab           |                   |
| Didier Tholot         | Chef-Trainer      |
| José Sinval           | Co-Trainer        |
| Benjamin Bertrand     | Co-Trainer        |
| Massimo Colomba       | Torwarttrainer    |
| Stéphane Troillet     | Konditionstrainer |

## Bekannte Spieler, Trainer und Funktionäre

### Spieler
- Roberto Assis
- Alain Balet
- Mirsad Baljić
- Mario Balotelli
- Umberto Barberis
- Valon Behrami
- Beto
- Christophe Bonvin
- Aziz Bouderbala
- Georges Bregy
- Jean-Paul Brigger
- Gabriel Calderón
- Frédéric Chassot
- Dominique Cina
- Néstor Clausen
- Yves Debonnaire
- Norbert Eschmann
- Sébastien Fournier
- Alain Gaspoz
- Alain Geiger
- Stéphane Grichting
- Ovidiu Herea
- Charly In-Albon
- Sanel Kuljic
- Stephan Lehmann
- Fernand Luisier
- Giuseppe «Pino» Manfreda
- Milton
- Olivier Monterrubio
- George Ogăraru
- Ahmed Ouattara
- Marco Pascolo
- Blaise Piffaretti
- João Pinto
- Pierre-Marie Pittier
- René-Pierre Quentin
- Yvan Quentin
- Alberto Regazzoni
- Alexandre Rey
- Álvaro Saborío
- Wilfried Sanou
- Michel Sauthier
- Claude Sixt
- Patrick Sylvestre
- Serge Trinchero
- Raphael Wicky
- Gelson Fernandes
- Goran Obradović
- Gennaro Gattuso
- Emile Mpenza
- Reto Ziegler

Anmerkung: Ronaldinho spielte anlässlich eines Sprachaufenthalts einige Meisterschafts-Einsätze als C-Junior beim FC Sion, weil er der jüngere Bruder von Roberto Assis ist, welcher 1993–1995 beim FC Sion spielte.

### Trainer
- 1947–1949: Vittorio Barberis
- 1949–1951: Carlo Pinter
- 1951–1952: Joseph Wuilloud
- 1952–1953: Henri Humbert und Mathey ??
- 1953–1954: Paul Allégroz
- 1954–1955: Henri Humbert
- 1955–1959: Jacques Guhl
- 1959–1961: Frank Séchehaye
- 1961–1963: Karl-Heinz Spikofski
- 1963–1967: Law Mantula
- 1967–1968: Stojan Osojnak
- 1968–1970: Peter Roesch
- 1970–1971: Maurice Meylan
- 1971–1976: Miroslav Blažević
- 1976–1979: István Szabó
- 1979–1980: Daniel Jeandupeux
- 1980–1981: Oscar Arce
- 1981–1988: Jean-Claude Donzé
- 1988–1989: Péter Pázmándy
- 1989–1990: Yves Débonnaire
- 1990–1992: Enzo Trossero
- Juli 1992 bis Januar 1993: Jean-Paul Brigger
- Januar 1993 bis Juli 1993: Claude Andrey
- Juli 1993 bis Oktober 1994: Umberto Barberis
- Oktober 1994 bis Juli 1995: Jean-Claude Richard
- Juli 1995 bis August 1996: Michel Decastel
- August 1996: Jean-Claude Richard
- August 1996 bis September 1997: Alberto Bigon
- September 1997 bis März 1998: Jean-Claude Richard
- März 1998 bis November 1998: Jochen Dries
- November 1998 bis März 1999: Charly In-Albon
- März 1999 bis Juli 1999: Olivier Rouyer
- Juli 1999 bis Januar 2000: Alberto Morini
- Januar 2000 bis Juli 2001: Henri Stambouli
- Juli 2001 bis Juli 2002: Laurent Roussey
- Juli 2002 bis März 2003: Jean-Claude Richard
- März 2003 bis Juli 2003: Charly Roessli
- Juli 2003 bis November 2003: Didier Tholot
- November 2003 bis Januar 2004: Didier Tholot und Guy David
- Januar 2004 bis Mai 2004: Didier Tholot, Guy David und Ami Rebord
- Mai 2004 bis August 2004: Admir Smajić
- August 2004: Christian Zermatten
- August 2004 bis Juli 2005: Gilbert Gress
- Juli 2005 bis Oktober 2005: Gianni Dellacasa
- Oktober 2005 bis Mai 2006: Christophe Moulin
- Mai 2006 bis September 2006: Nestor Clausen
- Oktober 2006: Christophe Moulin (interim)
- Oktober 2006 bis November 2006: Marco Schällibaum
- November 2006 bis Februar 2007: Pierre-Albert Chapuisat
- Februar 2007 bis Dezember 2007: Alberto Bigon
- Dezember 2007 bis März 2008: Charly Roessli und Maurizio Jacobacci
- März 2008 bis Mai 2008: Alberto Bigon
- Juli 2008 bis November 2008: Uli Stielike
- November 2008 bis 24. Dezember 2008: Christian Constantin (kommissarisch)
- 24. Dezember 2008 bis 9. April 2009: Christian Zermatten und Umberto Barberis
- 9. April 2009 bis 13. April 2009: Christian Constantin (interim, Cup-Halbfinal)
- 14. April 2009 bis 21. Mai 2010: Didier Tholot
- 27. Mai 2010 bis 22. Februar 2011: Bernard Challandes
- 26. Februar 2011 bis 23. April 2012: Laurent Roussey
- 25. April 2012 bis 9. Mai 2012: Rolland Courbis
- 15. Mai 2012 bis 2. Juni 2012: Vladimir Petković
- 4. Juni 2012 bis 3. September 2012: Sébastien Fournier
- 3. September 2012 bis 30. Oktober 2012: Michel Decastel
- 30. Oktober 2012 bis 12. Dezember 2012: Pierre-André Schürmann
- 12. Dezember 2012 bis 24. Februar 2013: Víctor Muñoz
- 25. Februar 2013 bis 24. März 2013: Gennaro Gattuso
- 25. März 2013 bis 12. Mai 2013: Arno Rossini
- 13. Mai 2013 bis 21. Oktober 2013: Michel Decastel
- 22. Oktober 2013 bis 11. Februar 2014: Laurent Roussey
- 11. Februar 2014 bis Mai 2014: Raimondo Ponte
- Juni 2014 bis 28. September 2014: Jochen Dries und Frédéric Chassot
- 30. September 2014 bis Dezember 2014: Jochen Dries und Admir Smajić
- Januar 2015 bis 12. August 2016: Didier Tholot
- 12. August 2016 bis 22. August 2016: Christian Constantin (kommissarisch)
- 22. August 2016 bis 25. April 2017: Peter Zeidler
- 25. April 2017 bis 2. Juni 2017: Sébastien Fournier
- 1. Juli 2017 bis 22. Oktober 2017: Paolo Tramezzani[20]
- 25. Oktober 2017 bis 6. Februar 2018: Gabri[21]
- 6. Februar 2018 bis 17. September 2018: Maurizio Jacobacci
- 17. September 2018 bis 10. Mai 2019: Murat Yakin
- August 2019 bis 2. November 2019: Stéphane Henchoz
- 3. November 2019 bis 31. Dezember 2019: Christian Zermatten (interim)
- 1. Januar 2020 bis 3. Juni 2020: Ricardo Dionisio Pereira
- 3. Juni 2020 bis 25. August 2020: Paolo Tramezzani
- 25. August 2020 bis 5. März 2021: Fabio Grosso[22]
- 6. März bis 15. März 2021: Christian Constantin (interim)
- 16. März 2021 bis 8. Oktober 2021: Marco Walker
- 9. Oktober 2021 bis 21. November 2022: Paolo Tramezzani
- 12. Dezember 2022 bis 3. März 2023: Fabio Celestini
- 27. Februar 2023 bis 6. März 2023: Christian Constantin (interim)
- 7. März 2023 bis 15. Mai 2023: David Bettoni
- 16. Mai 2023 bis 13. Juni 2023: Paolo Tramezzani
- Seit 15. Juni 2023: Didier Tholot

### Präsidenten
- 1909–1919: Robert Gillard
- 1919–1922: Charles Aymon
- 1923–1925: René Roulet
- 1925–1927: Victor de Werra
- 1927–1930: Kalbermatten
- 1930–1932: Victor de Werra
- 1932–1933: Henry de Roten
- 1933–1937: Charles Aymon
- 1937–1938: Arthur Beeger
- 1938–1939: Charles Aymon
- 1939–1942: Willy Droz
- 1942–1943: Max Vuille
- 1943–1945: Eugène Theler
- 1945–1946: Pierre Putallaz
- 1946–1947: René-Pierre Favre
- 1947–1955: Victor de Werra
- 1955–1962: Jacques de Wolff
- 1962–1966: M. Andenmatten
- 1966–1970: Henri Vouillamoz
- 1971–1977: André Filippini
- 1978–1981: Jean-Claude Rudaz
- 1981–1992: André Luisier
- 1992–1997: Christian Constantin
- 1998–1999: Stéphane Riand
- 1999–2002: Gilbert Kadji
- 2002–2003: Jean-Daniel Bianchi
- seit 2003: Christian Constantin

Weitere Spieler, Trainer und Funktionäre sind in der Kategorie:Person (FC Sion) zu finden.